# Хадир, Амир
Амир Хадир (фр. Amir Khadir, перс. امیر خدیر‎, р. 12 июня 1961, Тегеран) — канадский (квебекский) левый политический деятель иранского происхождения, один из двух официальных спикеров партии «Солидарный Квебек» и депутат от неё в Национальном собрании Квебека.

## Биография
Выехал из Ирана с семьёй в возрасте 10 лет. Родные Хадира поддерживали леворадикальную Организацию моджахедов иранского народа, оппозиционную режиму и шаха, и аятолл.
Изучал физику в Монреальском университете и Университете Макгилла, а медицину — в Университете Лаваля. Хадир — специалист по инфекционной микробиологии, работает в больнице в предместье Монреаля и входит в Коалицию врачей за социальную справедливость, противостоящую приватизации системы здравоохранения в Квебеке. Он возглавлял волонтёрские миссии медиков в Ираке, Афганистане и Палестинской автономии.
С 1997 года входил в «Объединение за прогрессивную альтернативу», а затем в последующие квебекские социалистические коалиции — «Союз прогрессивных сил» (2002) и «Солидарный Квебек» (2006).
Амир Хадир — пока что единственный член «Солидарного Квебека», избранный в Национальную ассамблею (кандидат от избирательного округа Мерсье в Монреале на выборах 2008 года). 
У Хадира трое детей. Одна из них, Ялда, дважды подвергалась аресту за участие в студенческих акциях протеста против коммерциализации образования в 2012 году.
Хадир выступает с критикой неолиберального капитализма, фундаменталистского режима в Иране, института британской монархии и внешней политики США. Во время протеста у стен консульства США в 2008 году он бросал ботинки в фотографию Джорджа Буша-младшего, символически повторяя действия иракского журналиста Мунтазара аль-Зейди.